# Akkoord van Wassenaar (1982)
Het Akkoord van Wassenaar is een akkoord dat op 24 november 1982 werd gesloten tussen de organisaties van werkgevers en werknemers die vertegenwoordigd waren in het overlegorgaan de Stichting van de Arbeid. Het Akkoord van Wassenaar behelst een politiek van loonmatiging.
De officiële naam van het akkoord is "Centrale aanbevelingen inzake aspecten van een werkgelegenheidsbeleid".

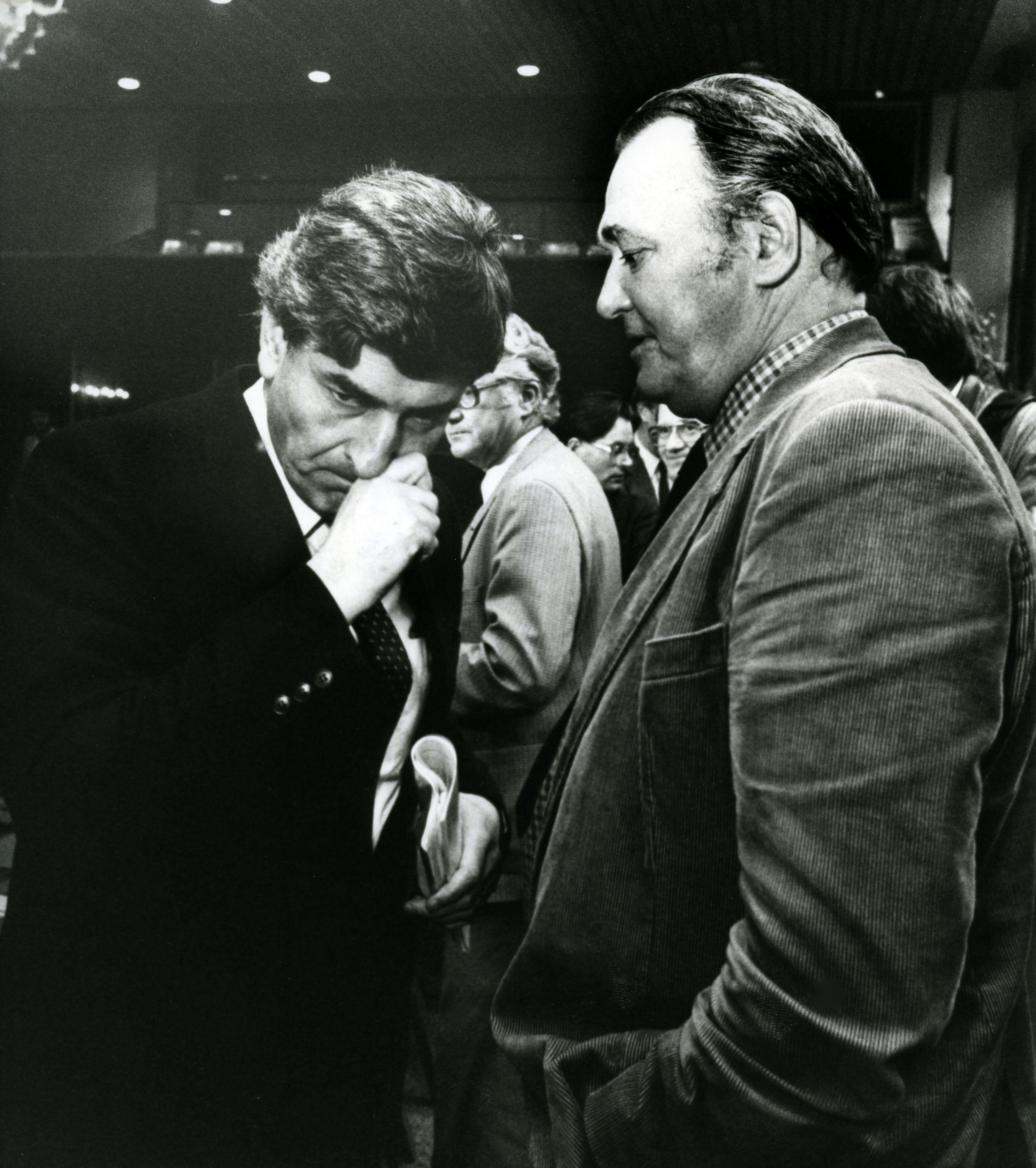
Herman Bode (FNV) in gesprek met toenmalig premier Ruud Lubbers

In 1982 ging de Federatie Nederlandse Vakbeweging (FNV) akkoord met een matiging van de lonen in ruil voor arbeidstijdverkorting. Samen met de werkgeversorganisaties en het kabinet werd het Akkoord van Wassenaar bereikt. Het kabinet beloofde verder niet meer in te zullen grijpen in de loononderhandelingen.
Het akkoord betekende een duidelijk einde van de ontstane polariteit. Het gezamenlijke overleg en het sluiten van compromissen werd weer als een goede manier van onderhandelen gezien.
Een vergelijking met de samenwerking in Nederland in de jaren vijftig gaat niet helemaal op. De omstandigheden en de samenleving waren sinds die tijd veranderd. De ontkerkelijking en ontzuiling hadden gezorgd voor de opkomst van de vrije media en ook door het fenomeen van de zwevende kiezer zag het politieke landschap er anders uit.
Het Akkoord van Wassenaar kan gezien worden als een later equivalent van de geleide loonpolitiek.
Het consensus- of poldermodel is in het buitenland bestudeerd, onder andere in Japan.
Nederland kwam er economisch beter uit dan dat het ervoor ging, men had het internationaal over de Dutch miracle.
Het originele akkoord besloeg niet meer dan 1 A4'tje, maar had grote impact.

## Ondertekenaars
Het akkoord werd ondertekend door de volgende personen:
- Wim Kok (voorzitter van de Federatie Nederlandse Vakbeweging);
- Chris van Veen (voorzitter van het Verbond van Nederlandse Ondernemingen);
- Steef van Eijkelenburg (voorzitter van het Nederlands Christelijk Werkgeversverbond);
- Harm van der Meulen (voorzitter van het Christelijk Nationaal Vakverbond);
- Wouter Perquin (voorzitter van het Koninklijk Nederlands Ondernemersverbond);
- Henk van der Schalie (voorzitter van de Vakcentrale voor Middelbaar en Hoger Personeel);
- Sijko Veninga (voorzitter van het Nederlands Christelijk Ondernemersverbond);
- Joris Schouten (namens de Katholieke Nederlandse Boeren- en Tuindersbond, het Koninklijk Nederlands Landbouw Comité en de Nederlandse Christelijke Boeren- en Tuindersbond).